# Rashed Al Hooti
Rashed Al Hooti (sinh ngày 24 tháng 12 năm 1989) là một cầu thủ bóng đá người Bahrain thi đấu ở vị trí hậu vệ. Anh thi đấu cho Đội tuyển bóng đá quốc gia Bahrain. Anh từng là thành viên của the Đội hình Bahrain tại Cúp bóng đá châu Á 2011 và 2015. và đang giữ kỉ lục nhận thẻ đỏ nhanh nhất trong lịch sử trận đấu quốc tế. Vào ngày 11 tháng 10 năm 2011 trước Iran ở vòng loại Giải vô địch bóng đá thế giới 2014, anh nhận thẻ sau 39 giây.